# Droit international privé en France
Pour les autres articles nationaux ou selon les autres juridictions, voir Droit international privé.
 (septembre 2024).
Le droit international privé est la branche du droit qui étudie le règlement des différends de droits privés présentant au moins un caractère d'extranéité, que les parties soient de nationalités différentes, résident dans des pays différents, ou soient liées par des engagements pris dans un pays autre que leur pays de résidence.
Les problèmes principaux se posant au droit international privé sont :
- le conflit de juridictions, qui se subdivise en deux questions distinctes :  la compétence internationale (dans quel pays le litige peut-il être jugé ?), et la reconnaissance des décisions étrangères ;
- et le conflit de lois (quel est l'ordre juridique - le pays - dont la loi s'applique).

Les deux questions sont bien distinctes, les tribunaux d'un pays pouvant être amenés à appliquer la loi d'un autre pays. Les manuels français ajoutent également souvent une partie traitant des sujets de droit, comprenant le droit de la nationalité et la condition des étrangers.
Malgré son nom, le droit international privé n'est pas uniforme. Il existe un droit international privé français, un droit international privé allemand, etc. L'objet de cet article n'est que le droit international privé en France.

## Les sources du droit international privé
Le droit international privé est une rivière dense découlant de la rencontre de diverses ramifications fluviales. Longtemps purement national (v. par exemple l'article 3 du code civil français de 1804: "Les lois de police et de sûreté obligent tous ceux qui habitent sur le territoire" (-al. 1er). "Les immeubles, même ceux possédés par des étrangers, sont régis par la loi française" [lex rei sitae] (-al. 2) ; "Les lois concernant l'état et la capacité des personnes régissent les Français, même résidant en pays étranger" (-al. 3) (tous bilatéralisables: voir Article 3 du code civil français), il était constitué des lois et de la jurisprudence nationale. Depuis le début du XXe siècle, et l'accroissement de la mobilité internationale des personnes, capitaux et biens, on assiste à une internationalisation des sources du DIP. Ces sources sont internationales (les conventions de La Haye) ou plus régionales (droit communautaire).

## Les conflits de lois

### Définition
Le conflit de lois est la partie du droit international privé qui permet de déterminer quelle loi va être appliquée au cours d'un litige présentant, au moins, un  élément d'extranéité. Ainsi, une fois que le juge français est saisi du litige, il conviendra de trouver la loi applicable aux questions de droit posées. Partant du principe que le juge français peut appliquer une loi étrangère, et que les différentes lois étrangères présentant des liens avec le litige ont une vocation théorique à s'appliquer, ont été élaborées des règles de conflit de lois. Elles présentent des caractères généraux.
La règle de conflit de lois est une règle abstraite, indirecte (elle ne permet pas de résoudre la question de fond posée, mais uniquement de déterminer la loi compétente pour résoudre cette question de droit substantiel), et neutre (la solution substantielle n'est pas prise en compte dans la détermination de la loi applicable).
Le droit international privé français est composé de règles de conflit de lois émanant d'instruments internationaux (convention et traité), de la loi (article 3 du code civil), ou de la jurisprudence.
Un exemple de règle de conflit de lois: "Les conditions de validité de fond du mariage sont déterminées par la loi personnelle des époux " (art. 3 C.civ ; CA Paris, 2 février 1956, JCP 1956, II. 9229, note P.G.). Autrement dit, la loi applicable aux conditions de fond du mariage - dans l'hypothèse d'un litige porté devant le juge français - est la loi du pays dont l'époux concerné par le litige est originaire. En revanche et a contrario, les conditions de forme du mariage sont déterminées par la loi du lieu de célébration du mariage.
En pratique, un mariage polygame célébré à l'étranger pourra donc tout de même produire certains effets en France, où la polygamie est pourtant strictement interdite par loi.

### Solution
Deux grandes approches peuvent être envisagées par les États pour résoudre un conflit de lois.
La première consiste dans la mise en œuvre de règles de droit international privé matérielles, et la seconde consiste dans l'édiction de règles de conflit.
Les règles de droit international privé matérielles sont des règles substantielles, se présentant souvent sous forme de traités internationaux, qui ont vocation à s'appliquer dès lors qu'une situation, présentant des éléments d'extranéité, peut ainsi être qualifiée de situation internationale et qu'elle entre dans le champ d'application du traité. L'intérêt d'une règle matérielle de droit international privé est que, en raison de son caractère substantiel, elle donne directement la solution du litige. Il n'est ainsi plus besoin de prendre le détour d'une règle de conflit et la solution du litige peut être obtenue beaucoup plus facilement.
À titre d'exemple, un litige concernant la vente internationale de marchandises est régi par la Convention internationale de Vienne. Si un juge doit statuer sur une vente conclue entre un Français et un Allemand (la France et l'Allemagne ayant tous deux ratifié cette convention) entrant dans le champ d'application de cette convention, il n'aura pas à déterminer laquelle de la loi française ou allemande a vocation à s'appliquer pour trancher ce litige, mais appliquera directement les règles matérielles issues de la Convention de Vienne, du moins dans le cadre du champ d'application matérielle de la convention.
En revanche, pour tous les éléments qui ne sont pas traités par cette convention, le juge devra déterminer la loi applicable en vertu des règles de conflit de lois.
L'édiction de règles de droit international privé matérielles est extrêmement difficile dans la mesure où, lorsque cette règle est internationale, elle suppose l'accord de plusieurs États sur des éléments souvent complexes.
C'est pourquoi dans la plupart des situations, il n'existe pas de règles de droit international privé matérielles et le juge doit trancher un conflit de lois.
Dès lors, le juge devra trancher le litige en appliquant la loi désignée par une règle de conflit de lois. Ces règles de conflits peuvent trouver leur source dans des conventions internationales (par exemple la Convention de Rome en matière d'obligations contractuelles) ou dans le droit interne.
En France si la tendance actuelle réside dans la codification des règles de conflit, beaucoup de règles de conflits trouvent leur source dans la jurisprudence.
Principales solutions et règles de conflit de lois en droit français : 
- Statut personnel (statut individuel et statut familial) : il est régi selon les systèmes, et parfois au sein d’un système donné selon les questions, par la loi nationale, la loi du domicile ou celle de la résidence habituelle ; en France, par la loi nationale, sous réserve de différentes exceptions.

- Statut réel : il est régi par la loi du lieu de situation des biens ; les biens incorporels obéissent à des règles particulières suivant leur nature, la tendance étant d'appliquer la loi du lieu de leur situation actuelle pour les effets réels à venir.
- La forme des actes juridiques est régie par la loi du lieu où ils sont passés ; cette règle est en général considérée comme facultative, la forme pouvant être soumise à la loi qui régit l’acte au fond et, pour certains actes, à la loi personnelle.
- Les contrats sont régis au fond par la loi voulue par les parties, à défaut de choix, par une loi objectivement déterminée : selon les systèmes, par le lieu de conclusion, le lieu d’exécution (en particulier de la prestation caractéristique) ou suivant le principe du lien le plus étroit.
- Les délits civils et autres faits juridiques sont régis par la loi du lieu de leur survenance, sous réserve de règles particulières, exceptionnellement selon le critère du lien le plus étroit.
- Les effets patrimoniaux du mariage sont rapprochés, selon les systèmes, du statut personnel, du statut des biens ou, comme en droit français, de celui des actes juridiques.
- Les successions ab intestat sont rapprochées, selon les cas, du statut personnel ou du statut réel. Dans le second cas, comme en France, les successions immobilières sont régies par la loi du lieu de situation de chaque immeuble et les successions mobilières par la loi du domicile du défunt. Les successions testamentaires sont en général subordonnées à la loi applicable à la succession ab intestat.

En cas de litige, la procédure est régie par la loi du for saisi.
Il faut également savoir qu'en matière de commerce international, les opérateurs du commerce international sont progressivement amenés à édicter spontanément des règles qui, par leur constance et régularité d'application, acquièrent une certaine impérativité : on parle alors de Lex Mercatoria.

## Les conflits de juridictions

### Définition
Le conflit de juridiction est la partie du droit international privé qui vise à déterminer quand, et sous quelles conditions, les juridictions françaises peuvent être compétentes pour trancher un différend à dimension internationale. À la différence des conflits de lois, où chacune des lois désignées par la règle de conflit a même vocation à s'appliquer, les règles de conflit de juridiction ne sont pas de vraies règles de conflit. Selon certains auteurs (notamment P. Lagarde dans son Cours sur le « Principe de proximité ») ces règles sont des règles unilatérales. Pour d'autres (voir le cours de Mme Bachellier) ce sont des règles matérielles. Dans tous les cas, la doctrine est d'accord sur l'ambiguïté de l'expression. Ainsi, les règles de conflit de juridictions permettent uniquement de déterminer si les juridictions françaises sont compétentes. En aucun cas, le juge français ne peut déterminer si le juge étranger est compétent, selon la majorité des auteurs cette question relève de la souveraineté étatique.
Les règles de conflit de juridiction sont issues soit de sources internationales ou régionales (en particulier des textes communautaires dont l'importance ne cesse de croître, comme les règlements communautaires Bruxelles I et Bruxelles II bis), soit de la transposition à l'ordre international des règles de compétence territoriales internes (le principe d'extension ayant été posé par l'arrêt Scheffel de 1962).
Un exemple de règle de conflit de juridiction: « les juridictions françaises sont compétentes si le défendeur est domicilié en France » (extension de l'article 42 du code de procédure civile). Ici le juge français pourra uniquement se déclarer compétent si le défendeur est domicilié en France. En aucun cas, il pourra déclarer le juge allemand compétent parce que le défendeur est domicilié en Allemagne.
Il existe des chefs de compétence impératifs qui s'imposent aux juridictions d'un pays. Ainsi en droit français dans le cadre d'un litige lié à un immeuble situé en France, seules les juridictions françaises sont compétentes pour connaitre de l'affaire 
Il est possible pour les parties à un contrat de prévoir quelle juridiction sera compétente pour connaitre d'un litige né de ce contrat. Cela se présente sous la forme d'une clause dite "d'élection de for" ou "attributive de juridiction". Ces clauses ne peuvent cependant déroger aux chefs de compétence exclusive.

### Solution
Il existe 4 méthodes de règlement des rapports internationaux de droit privé.

## Le droit des autres: droit de la nationalité et condition des étrangers

### Les modes d'acquisitions de lanationalité
En ce qui concerne les modes d'acquisition de la nationalité, on peut distinguer deux conceptions reposant sur des logiques différentes : le droit du sol et le droit du sang.
Le droit du sol repose sur la logique selon laquelle une personne née sur un territoire adopte la nationalité attachée à ce territoire, alors que le droit du sang repose sur la logique selon laquelle une personne ne peut avoir une nationalité que s'il l'a héritée de ses parents, ou d'au moins l'un des deux.
En France, les modes d'acquisition de la nationalité reposent à la fois sur le droit du sol et le droit du sang.
Ainsi, est français tout enfant, légitime ou naturel, dont l'un au moins des parents est français.
Un enfant né en France de deux parents étrangers pourra, sous certaines conditions, acquérir la nationalité française à sa majorité s'il a eu sa résidence habituelle en France pendant une période d'au moins cinq ans depuis l'âge de onze ans.

## Recueil de textes et de jurisprudence en Droit international privé français par thème

### Sur les règles de conflit de Lois

#### Application du règlement européen sur les successions
« -Juger que la résidence habituelle de B-BT X au sens de l’article 4 du règlement européen n°650/2012 du 4 juillet 2012 est en France ;
– En conséquence, déclarer le tribunal de grande instance de Nanterre compétent pour statuer sur l’ensemble de la succession de B-BT X ; A titre subsidiaire,
– Dire que le tribunal de grande instance de Nanterre est compétent sur le fondement de l’article 10 du règlement européen n°650/2012 du 4 juillet 2012 pour statuer sur l’ensemble de la succession de B-BT X  »

— TGI Nanterre, 28 mai 2019, n° 19/119. Lire en ligne : https://www.doctrine.fr/d/TGI/Nanterre/2019/U1FB75EAF505D4701DFBC

### Sur la compétence internationale directe des Tribunaux français en droit commun
« L'étranger, même non résidant en France, pourra être cité devant les tribunaux français, pour l'exécution des obligations par lui contractées en France avec un Français
Il pourra être traduit devant les tribunaux de France, pour les obligations par lui contractées en pays étranger envers des Français. »

— Article 14 du Code civil, version en vigueur depuis le 21 mars 1804

« Vu l'article 14 du Code civil
Attendu que l’article 14 du Code civil, qui donne compétence a la juridiction française en raison de la nationalité française du demandeur, n'a lieu de s'appliquer que lorsqu'aucun critère ordinaire de compétence territoriale n'est réalisé en France
Attendu que pour rejeter cette demande d’incompétence des Tribunaux français, l'arrêt attaqué retient que l'article 14 du Code civil énonce une disposition spéciale qui, dérogeant au droit commun, instaure au profit de tout français, un privilège de juridiction qui l'autorise à saisir tout tribunal de son choix
Qu'en se déterminant ainsi la Cour d'appel a, par fausse application de l’article 14 du Code civil violé le texte susvisé »

— Cour de Cassation, Chambre civile 1, du 19 novembre 1985, 84-16.001, Publié au bulletin - Sté Orliac (Fr) contre Cognac and Brandies From France (USA) pour saisir ses comptes bancaires Fr

« Attendu que l'extranéité des parties n'est pas une cause d'incompétence des juridictions françaises »

— Cour de Cassation, Chambre Civile 1, du 30 Octobre 1962, Publié au Bulletin
- Mr Scheffel (All) domicilié en Fr demande devant bientôt l'ex Mme Scheffel (All) domiciliée en Fr le divorce depuis la France. Mme Scheffel conteste la compétence des tribunaux français.

« Si l'impossibilité pour une partie d'accéder au juge chargé de se prononcer sur sa prétention et d'exercer un droit qui relève de l'ordre public international constitue un déni de justice fondant la compétence de la juridiction française lorsqu'il existe un rattachement avec la France, la seule détention par une société française d'une partie du capital d'une société étrangère ne constitue pas un lien de rattachement au titre du déni de justice »

— Cour de cassation, 14 septembre 2017, Chambre sociale - Formation de section, Pourvoi n° 15-26.737, Publié au Bulletin - Salariés (Gabon) de la Compagnie minière de l'Ogoué Comilog (Gabon) c;/ Comilog Holding (France)

« Vu l'article 14 du Code civil
Attendu que l'article 14 du Code civil, qui permet au plaideur français d'attraire un étranger devant les juridictions françaises, a une portée générale s'étendant a toutes matières, à l'exclusion des actions réelles immobilières et demandes en partage portant sur des immeubles situés a l'étranger ainsi que des demandes relatives à des voies d'exécution pratiquées hors de France et s'applique notamment à tous litiges ayant pour fondement la responsabilité extracontractuelle »

— Cour de Cassation, Chambre civile 1, du 27 mai 1970, 68-13.643, Publié au bulletin
Mr Weiss (Fr), gérant révoqué, demande des dommages et intérêts à sa société Amaco (Fr) elle même détenue par la société Atlantic Electric (Ita) et Campana international (Panama)

« Vu l'article 14 du Code civil 
Attendu que l'article 14 du Code civil permet au plaideur français de citer un étranger devant les juridictions françaises
L'arrêt infirmatif attaqué a considéré que l'assureur français, ne possédant aucun droit propre distinct de celui de son assuré étranger, ne pouvait invoquer le bénéfice de l'article 14 du Code civil 
Attendu qu'en statuant ainsi, alors que la compétence internationale des tribunaux français est fondée non sur les droits nés des faits litigieux, mais sur la nationalité des parties, l'arrêt a, par refus d'application, violé le texte susvisé »

— Cour de Cassation, Chambre civile 1, du 21 mars 1966, Publié au bulletin -Compagnie d'assurance La Métropole (Fr) subrogée dans les droits de Davidson Ltd (GB) c./ WH Muller company(GB)
L'article 14 est applicable à la subrogation dans les droits du créancier hors cas de fraude

« Attendu que le cessionaire français d'une créance n'est pas en droit de se prévaloir des dispositions de l'article 14 du Code civil lorsque cette créance fait l'objet d'un litige devant un tribunal étranger saisi par le cédant ou dont le cédant accepte la compétence »

— Cour de cassation, 1ère chambre civile, 24 novembre 1987 - Société Europe Aéro service (Fr) cessionnaire des droits Progress aviation (Suisse) c;/Garrett corporation (USA)

Fraude à la cession de créance pour invoquer l'article 14

« Toute clause qui, directement ou indirectement, déroge aux règles de compétence territoriale est réputée non écrite à moins qu'elle n'ait été convenue entre des personnes ayant toutes contracté en qualité de commerçant et qu'elle n'ait été spécifiée de façon très apparente dans l'engagement de la partie à qui elle est opposée. »

— Article 48 du Code de procédure civile - Version en vigueur depuis le 1er janvier 1976

« Les clauses prorogeant la compétence internationale sont en principe licites lorsqu'il s'agit d'un litige international et lorsque la clause ne fait pas échec à la compétence territoriale impérative d'une juridiction française »

— Cour de cassation, Chambre civile 1, du 17 décembre 1985, 84-16.338, Publié au bulletin
- Sorelec (Fr) et Compagnie des signaux (Fr) c./ Secrétariat du comité populaire général de l'enseignement en Libye (Libye)

« Si les parties, sans considération de leur domicile, sont convenues d’une juridiction ou de juridictions d’un État membre pour connaître des différends nés ou à naître à l’occasion d’un rapport de droit déterminé, ces juridictions sont compétentes, sauf si la validité de la convention attributive de juridiction est entachée de nullité quant au fond selon le droit de cet État membre. Cette compétence est exclusive, sauf convention contraire des parties. »

— RÈGLEMENT (UE) No 1215/2012 DU PARLEMENT EUROPÉEN ET DU CONSEIL
du 12 décembre 2012 dit Bruxelles 1 Bis concernant la compétence judiciaire, la reconnaissance et l’exécution des décisions en matière civile et commerciale (refonte)

« Si les parties, dont l'une au moins a son domicile sur le territoire d'un État lié par la présente convention, sont convenues d'un tribunal ou de tribunaux d'un État lié par la présente convention pour connaître des différends nés ou à naître à l'occasion d'un rapport de droit déterminé, ce tribunal ou les tribunaux de cet État sont compétents. Cette compétence est exclusive, sauf convention contraire des parties. »

— Convention on jurisdiction and the recognition and enforcement of judgments in civil and commercial matters, 30 octobre 2007, Lugano, article 23